# ثري فوركس (مونتانا)
ثري فوركس، مقاطعة غلاتين (مونتانا) (بالإنجليزية: Three Forks, Gallatin County, Montana)‏ هي مدينة تقع في الولايات المتحدة في مقاطعة غلاتين، مونتانا. يقدر عدد سكانها بـ 1,869 نسمة ومساحتها 3.88 كم2 وترتفع عن سطح البحر 1,242 متر.

## التركيبة السكانية
قام مكتب تعداد الولايات المتحدة بتحديد بيانات التركيبة السكانية لثري فوركس في تعداد الولايات المتحدة. في ما يلي، التركيبة السكانية حسب تعدادي 2000 و2010.

### تعداد عام 2000
بلغ عدد سكان ثري فوركس 1,728 نسمة بحسب تعداد عام 2000، وبلغ عدد الأسر 686 أسرة وعدد العائلات 469 عائلة مقيمة في المدينة. في حين سجلت الكثافة السكانية 1,360.7 نسمة لكل ميل مربع (525.4/كم2). وبلغ عدد الوحدات السكنية 726 وحدة بمتوسط كثافة قدره 571.7 نسمة لكل ميل مربع (220.7/كم2).
وتوزع التركيب العرقي للمدينة بنسبة 97.57% من البيض و 1.10% من الأمريكيين الأصليين و 0.17% من الأمريكيين ذوي الأصول الآسيوية و 0.23% من سكان جزر المحيط الهادئ و 0.58% من عرقين مختلطين أو أكثر.
بلغ عدد الأسر 686 أسرة كانت نسبة 35.4% منها لديها أطفال تحت سن الثامنة عشر تعيش معهم، وبلغت نسبة الأزواج القاطنين مع بعضهم البعض 59.3% من أصل المجموع الكلي للأسر، ونسبة 5.8% من الأسر كان لديها معيلات من الإناث دون وجود شريك، وكانت نسبة 31.5% من غير العائلات. تألفت نسبة 26.7% من أصل جميع الأسر من أفراد ونسبة 12.1% كانوا يعيش معهم شخص وحيد يبلغ من العمر 65 عاماً فما فوق. وبلغ متوسط حجم الأسرة المعيشية 3.08، أما متوسط حجم العائلات فبلغ 2.51.
بلغ العمر الوسطي للسكان 38 عاماً. وكانت نسبة 28.4% من القاطنين تحت سن الثامنة عشر، وكانت نسبة 6.0% بين الثامنة عشر والأربعة وعشرون عاماً، ونسبة 28.9% كانت واقعةً في الفئة العمرية ما بين الخامسة والعشرون حتى والأربعة وأربعون عاماً، ونسبة 21.8% كانت ما بين الخامسة والأربعون حتى الرابعة والستون، ونسبة 15.0% كانت ضمن فئة الخامسة والستون عاماً فما فوق. يوجد لكل 100 أنثى 102.8 ذكر، ويوجد لكل 100 أنثى في الثامنة عشر من عمرها فما فوق 102.6 ذكر.
بلغ متوسط دخل الأسرة في المدينة 34,212 دولار، أما متوسط دخل العائلة فبلغ 39,938 دولار. وكان متوسط دخل الذكور 30,086 دولار مقابل 19,196 دولار للإناث. وسجل دخل الفرد الخاص بالمدينة 15,362 دولار. وكانت نسبة 5.5% من العائلات ونسبة 7.7% من السكان تحت خط الفقر، وكان من هؤلاء نسبة 6.6% تحت سن الثامنة عشر ونسبة 6.7% في الخامسة والستين من العمر وما فوق.

### تعداد عام 2010
بلغ عدد سكان ثري فوركس 1,869 نسمة بحسب تعداد عام 2010، وبلغ عدد الأسر 785 أسرة وعدد العائلات 524 عائلة مقيمة في المدينة. في حين سجلت الكثافة السكانية 1,297.9 نسمة لكل ميل مربع (501.1/كم2). وبلغ عدد الوحدات السكنية 850 وحدة بمتوسط كثافة قدره 590.3 لكل ميل مربع (227.9/كم2).
وتوزع التركيب العرقي للمدينة بنسبة 98.1% من البيض و 0.4% من الأمريكيين الأصليين و 0.5% من الأمريكيين ذوي الأصول الآسيوية و 0.2% من الأمريكيين الأفارقة و 0.9% من عرقين مختلطين أو أكثر.
بلغ عدد الأسر 785 أسرة كانت نسبة 31.1% منها لديها أطفال تحت سن الثامنة عشر تعيش معهم، وبلغت نسبة الأزواج القاطنين مع بعضهم البعض 51.2% من أصل المجموع الكلي للأسر، ونسبة 9.0% من الأسر كان لديها معيلات من الإناث دون وجود شريك، بينما كانت نسبة 6.5% من الأسر لديها معيلون من الذكور دون وجود شريكة وكانت نسبة 33.2% من غير العائلات. تألفت نسبة 28.4% من أصل جميع الأسر من أفراد ونسبة 11.3% كانوا يعيش معهم شخص وحيد يبلغ من العمر 65 عاماً فما فوق. وبلغ متوسط حجم الأسرة المعيشية 2.90، أما متوسط حجم العائلات فبلغ 2.37.
بلغ العمر الوسطي للسكان 40.8 عاماً. وكانت نسبة 24.8% من القاطنين تحت سن الثامنة عشر، وكانت نسبة 6.4% بين الثامنة عشر والأربعة وعشرون عاماً، ونسبة 24.5% كانت واقعةً في الفئة العمرية ما بين الخامسة والعشرون حتى والأربعة وأربعون عاماً، ونسبة 28.4% كانت ما بين الخامسة والأربعون حتى الرابعة والستون، ونسبة 15.8% كانت ضمن فئة الخامسة والستون عاماً فما فوق. وتوزع التركيب الجنسي للسكان بنسبة 49.9% ذكور و50.1% إناث.

## معرض صور

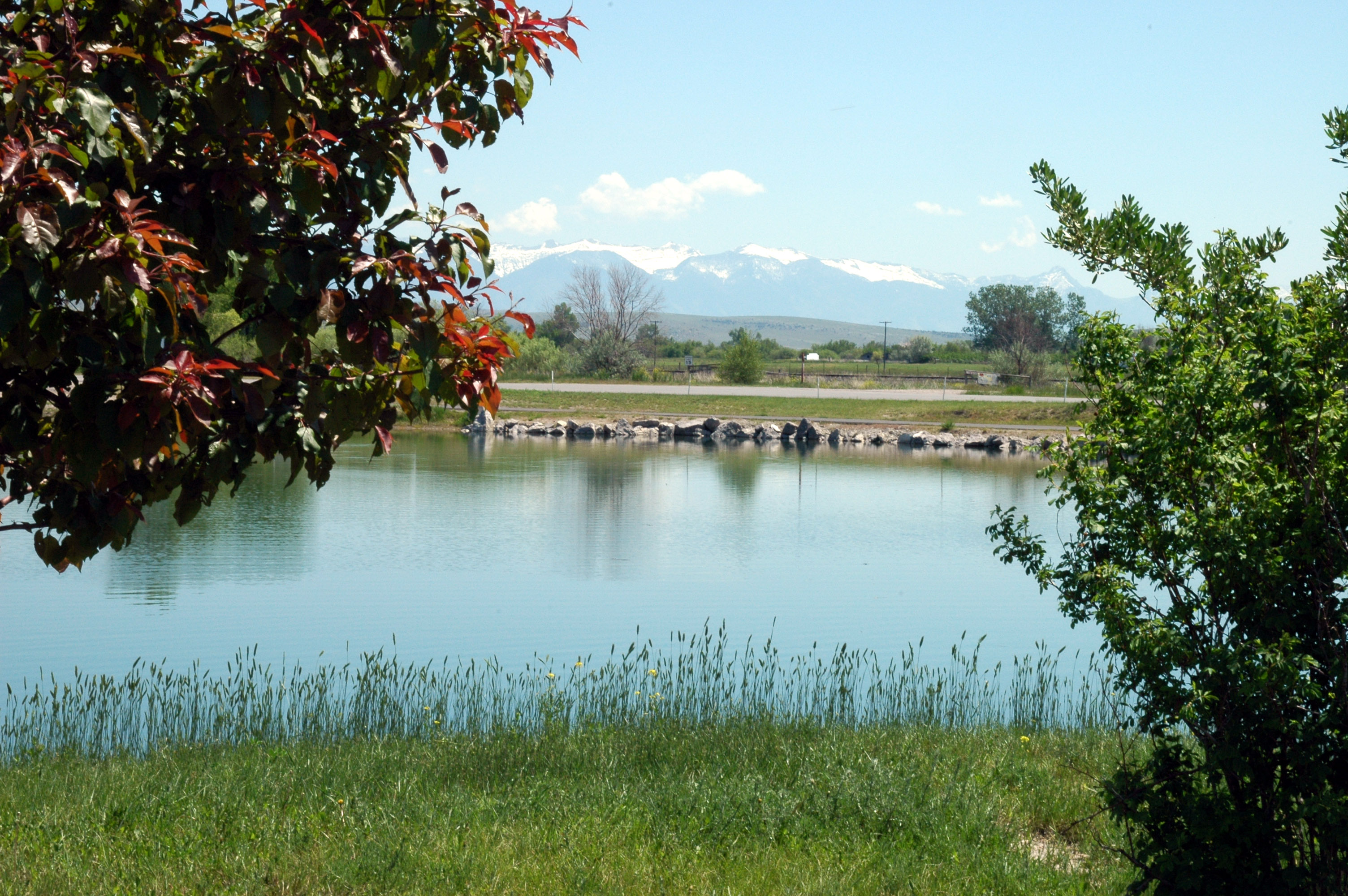
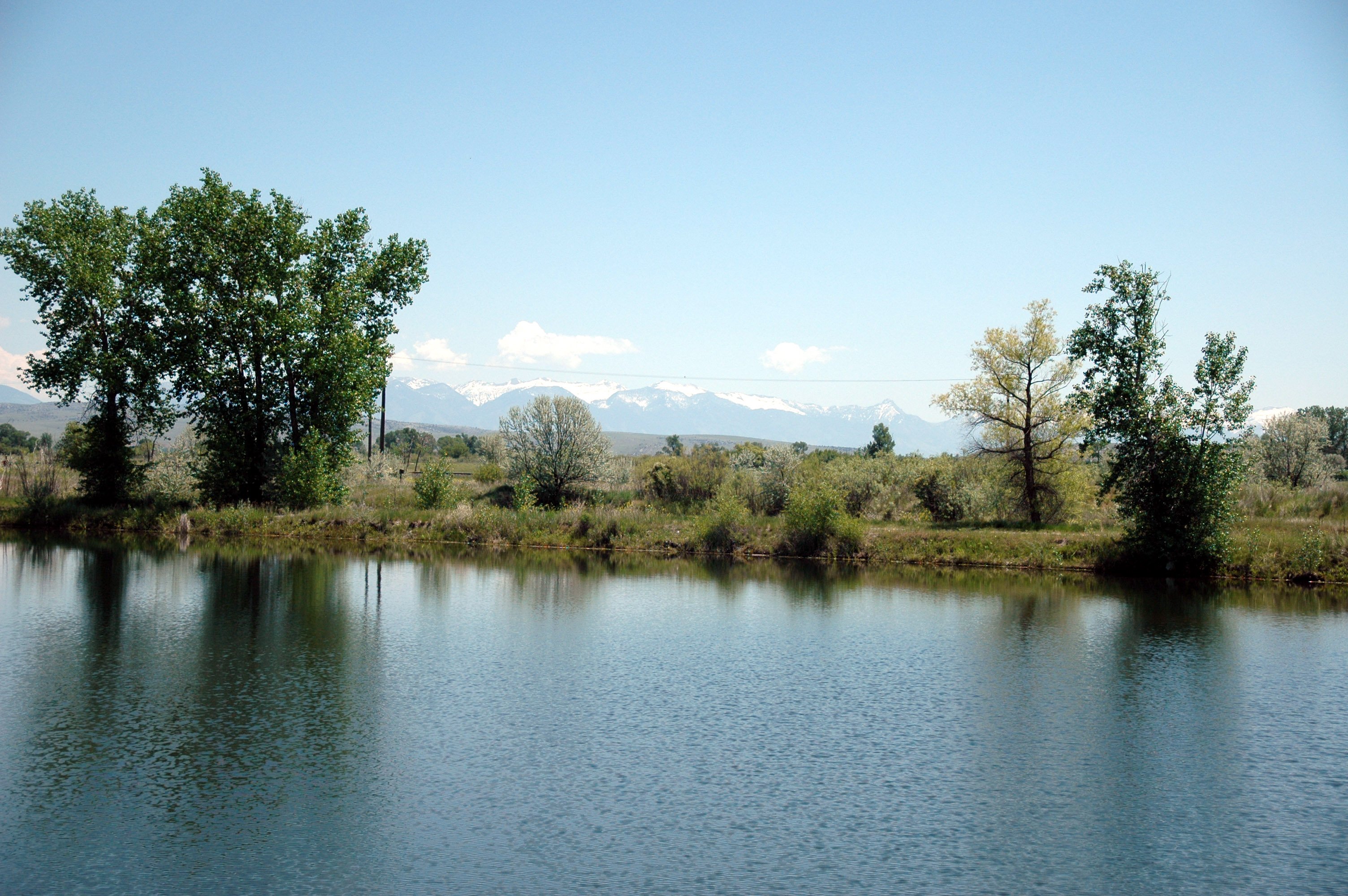
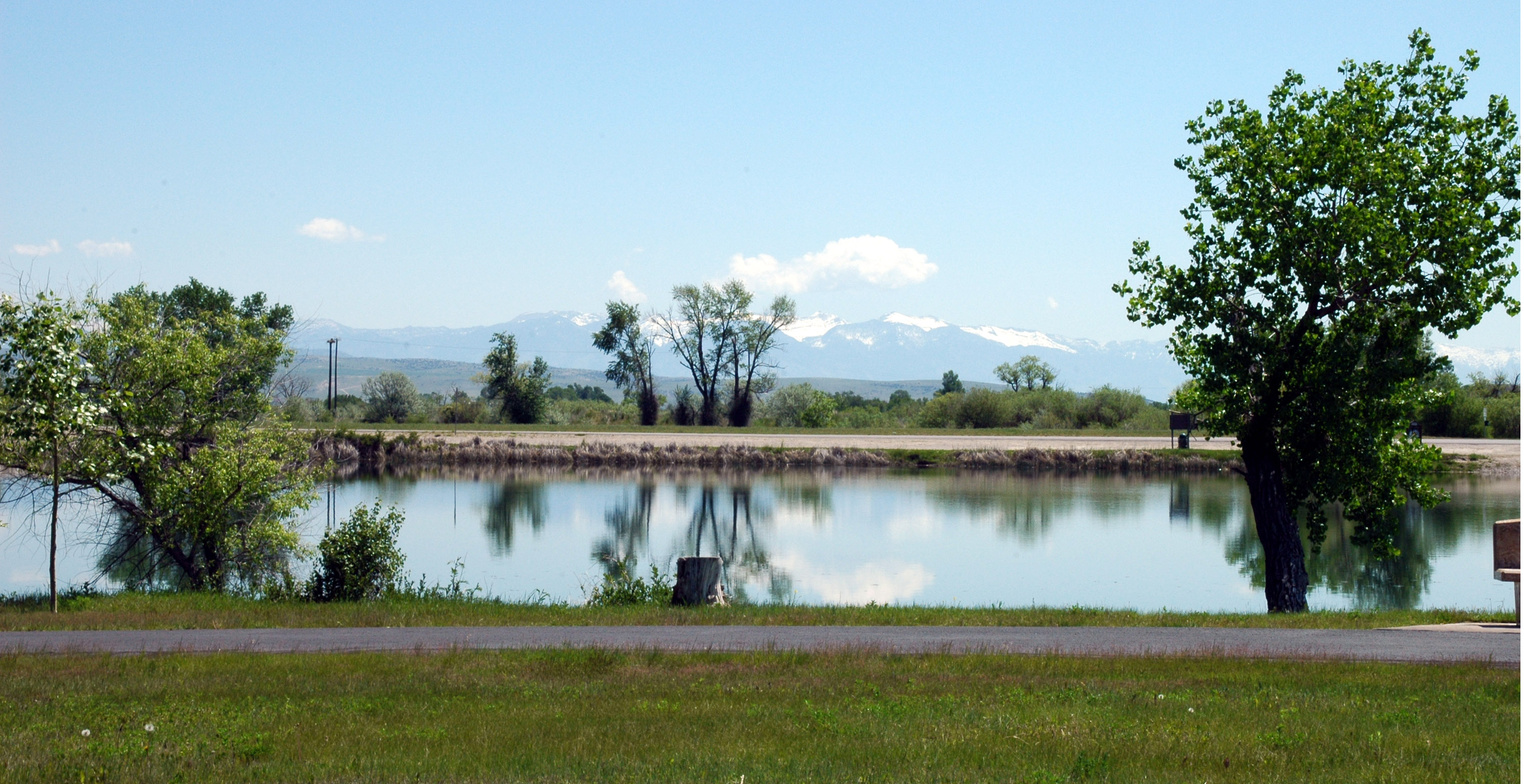
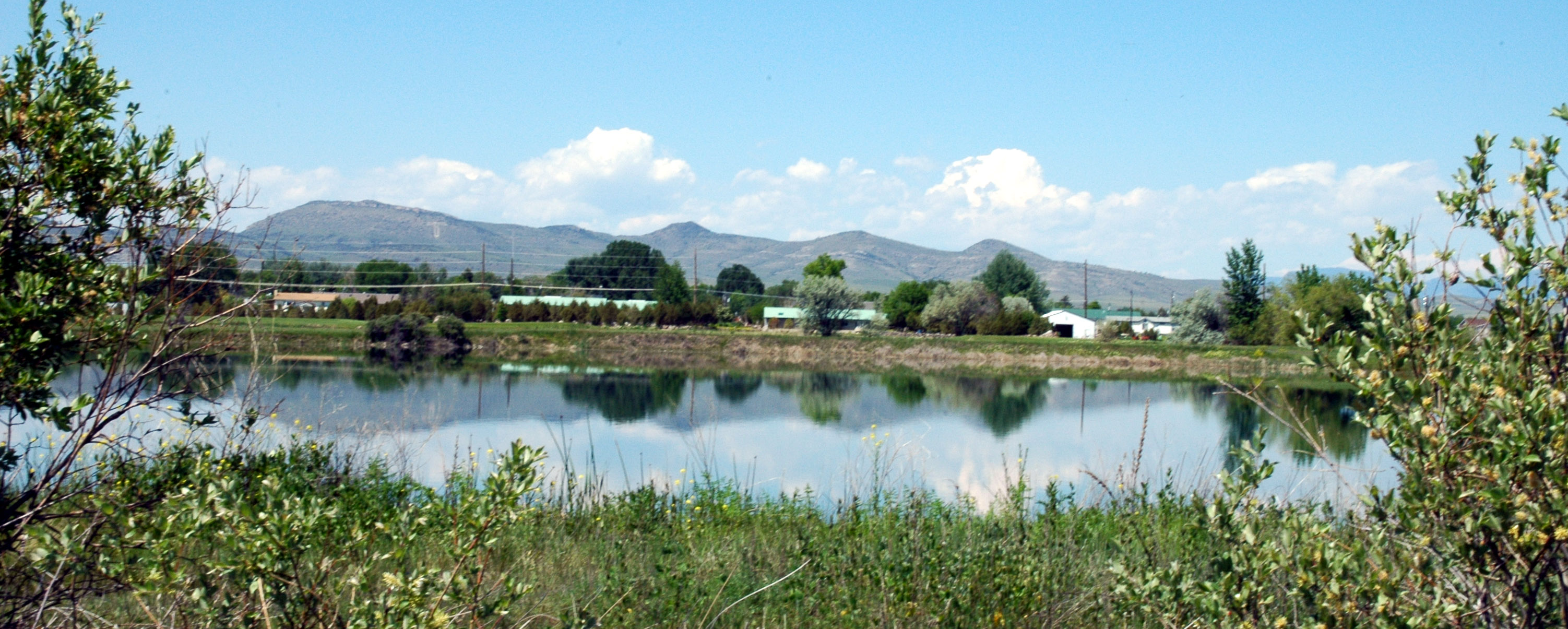